# Мала Гогольовка
Мала Гогольовка (рос. Малая Гоголёвка) — присілок в Псковському районі Псковської області Російської Федерації.
Населення становить 186 осіб. Входить до складу муніципального утворення Тямшанська волость.

## Історія
Від 2015 року входить до складу муніципального утворення Тямшанська волость.

## Населення
| 2001 | 2002 | 2010 | 2016 |
| ---- | ---- | ---- | ---- |
| 135  | ↗181 | ↘171 | ↗186 |